# Marija Jovanović (handball)
Marija Jovanović, née le 26 décembre 1985 à Titograd, est une handballeuse internationale monténégrine évoluant au poste d'arrière gauche.

## Biographie
À l'été 2014, elle quitte le HC Astrakhanochka pour s'engager avec Issy Paris Hand pour une durée d'un an.
Après deux saisons à Paris, elle quitte le club pour rejoindre, en octobre 2016, l'équipe hongroise de Ferencváros TC.

## Palmarès

### En équipe nationale
Jeux olympiques
- Médaille d'argent aux Jeux olympiques de 2012[7]
- 11e place aux Jeux olympiques de 2012

Championnats d'Europe
- Médaille d'or au Championnat d'Europe 2012
- 4e place au Championnat d'Europe 2014

Championnats du monde
- 11e place au Championnat du monde 2013
- 8e place au Championnat du monde 2015

Autres
- Médaille de bronze aux Jeux méditerranéens de 2009

### En club
Compétitions internationales
- vainqueur de la Coupe des vainqueurs de coupe (C2) en 2006 et 2010 (avec Budućnost Pogdorica)

Compétitions nationales
- vainqueur du Championnat de Serbie-et-Monténégro en 2006
- vainqueur de la Coupe de Serbie-et-Monténégro en 2006
- vainqueur du Championnat du Monténégro en 2007, 2008, 2009, 2010 et 2011
- vainqueur de la Coupe du Monténégro en 2007, 2008, 2009, 2010 et 2011
- vainqueur du Championnat de Roumanie en 2012 et 2013
- vainqueur de la Coupe de Roumanie en 2012
- vainqueur de la coupe de Hongrie en 2017